# 長谷川弘
長谷川 弘（、1928年1月3日 - ）は、日本の俳優である。本名は長谷川 宇之助。東京市淀橋区（現・東京都新宿区）出身。

## 来歴・人物
東京都立高輪工業高等学校（現・東京都立港工業高等学校）卒業。1962年、東宝の『どぶ鼠作戦』でデビュー。
以降、岡本喜八監督作品の常連となり多数の映画に出演。テレビドラマでは主に小悪党的な悪役（ヤクザ、悪徳商人、悪徳役人など）として活躍した。

## 出演

### 映画
- どぶ鼠作戦（1962年、東宝）
- 戦国野郎（1963年、東宝）
- 江分利満氏の優雅な生活（1963年、東宝） - 松本上等兵
- 海底軍艦（1963年、東宝） - 藤中尉[1]
- ああ爆弾（1964年、東宝）
- 侍（1965年、東宝）
- 太平洋奇跡の作戦 キスカ（1965年、東宝） - 防空隊長[2]
- 大菩薩峠（1966年、東宝）
- 殺人狂時代（1967年、東宝）
- 東宝8.15シリーズ（東宝）
  - 日本のいちばん長い日（1967年、東宝）
  - 激動の昭和史 沖縄決戦（1971年、東宝） - 坂口次級副官[2]
- 斬る（1968年、東宝）
- 肉弾（1968年、ATG）
- ごろつき（1968年、東映）
- 網走番外地シリーズ（東映）
  - 新網走番外地（1968年）
  - 新網走番外地 流人岬の血斗（1969年）
  - 新網走番外地　大森林の決斗（1970年）
  - 新網走番外地 嵐呼ぶダンプ仁義（1972年）
- ごろつき部隊（1969年、東映）
- 赤毛（1969年、東宝）
- 昭和残侠伝 人斬り唐獅子（1969年、東映）
- 玄海遊侠伝 破れかぶれ（1970年、大映）
- ごろつき無宿（1971年、東映）
- 極道シリーズ（東映）
  - 極道罷り通る（1972年、東映）
  - 釜ケ崎極道（1973年、東映）
  - 極道vs不良番長（1974年、東映）
  - 極道vs不良番長（1974年、東映）
- 子連れ狼 親の心子の心（1972年、東宝）
- 桜の代紋（1973年、東宝 / 勝プロ）
- 吶喊（1975年、ATG）
- 姿三四郎（1977年、東宝）
- 火の鳥（1978年、東宝）
- ダイナマイトどんどん（1978年、東映）
- 殺人遊戯（1978年、東映） - サラリーマン
- さらば映画の友よ インディアンサマー（1979年、キティ・フィルム）
- 将軍 SHŌGUN（1980年、パラマウント・ピクチャーズ）
- 連合艦隊（1981年、東宝）
- とりたての輝き（1981年、東映）
- 近頃なぜかチャールストン（1981年、ATG）
- セクシー・ぷりん 癖になりそう（1981年、にっかつ）
- オン・ザ・ロード（1982年、松竹）
- 蕾の眺め（1986年、にっかつ）
- イタズ 熊（1987年、東映）
- 極つぶし（1994年、ケイエスエス）
- 女飼い（1996年、ビーム・エンタテインメント）
- 金融破滅ニッポン 桃源郷の人々（2002年、大映）

### テレビドラマ
- 黄色い風土（1965年 - 1966年、NET / 東映）
- NHK大河ドラマ （NHK）
  - 源義経（1966年） - 伴の藤八
  - 太平記（1991年） - 長崎家重臣
  - 元禄繚乱（1999年） - 赤穂藩医
- ウルトラシリーズ（TBS / 円谷プロ） 
  - ウルトラマン 第6話「沿岸警備命令」（1966年） - ダイヤモンド・キックの相棒
  - 帰ってきたウルトラマン 第13話「津波怪獣の恐怖 東京大ピンチ!」、第14話「二大怪獣の恐怖 東京大龍巻」（1971年） - 船山豪一郎[3] ※第14話はノンクレジット
- 快獣ブースカ 第31話「飛んで来た遊園地」（1967年、NTV / 円谷プロ） - ゴルフ場建設会社社員
- 風 第28話「暮れ六ツまで」（1968年、TBS / 松竹）
- ローンウルフ 一匹狼 第29話「命ある限り」（1968年、NTV / 東映）
- 特別機動捜査隊（NET / 東映）
  - 第321話「八人の女」（1967年） - 靴磨き
  - 第331話「走る青春」（1968年）
  - 第357話「情炎譜」（1968年） - 山岸
  - 第448話「刑事」（1970年） - 毛呂木
  - 第492話「ちぎれた愛」（1971年） - 直公
  - 第507話「歩行者天国」（1971年） - 中村
  - 第520話「幻の召集令状」（1971年） - 魚辰
  - 第525話「ポルノイン東京女人百景」（1971年） - 長谷川
  - 第543話「皆殺しの詩」（1972年） - 樋口
- 三匹の侍 第6シリーズ（CX）
  - 第6話「地獄を見た」（1968年） - 二村
  - 第15話「吹き溜り」（1969年） - 源太郎
- 東京バイパス指令（NTV / 東宝）
  - 第19話「基地の狼」（1969年）
  - 第61話「ギャンブル往来」（1970年）
- 人形佐七捕物帳 第18話「死のかぞえ唄」（1971年、NET / 東宝） - 御朱印の吉五郎
- 大江戸捜査網（12ch / 日活→三船プロ）
  - 第46話「巡礼姉妹」（1971年） - 弥助
  - 第239話「怨みの米騒動」（1976年） - 千次
  - 第257話「殺しを呼ぶ賽の目」（1976年） - 榎一家親分
  - 第271話「銃声は少年の叫び」（1976年） - 鳴神の弥十
  - 第287話「連続放火魔の謎」（1977年） - 八兵衛
  - 第299話「牢破り! 命の絶唱」（1977年） - 牢名主
  - 第384話「大爆破を招く恐怖の大凧」（1979年） - 風魔の残党
  - 第402話「獄門台に招く幻の美女」（1979年） - 長兵衛
  - 第419話「芸者が秘めた偽証言の罠」（1979年）
  - 第428話「運命に泣く親子の慕情」（1980年）
  - 第446話「故郷偲ぶ薄幸の女」（1980年） - 虎松
  - 第459話「夫婦飛脚の子守唄」（1980年） - 伝八
  - 第473話「非情の少女囮作戦」（1980年） - 辰五郎
  - 第499話「隠密対殺し屋 地獄の決斗」（1981年） - 江戸屋惣右衛門
  - 第518話「涙の仇討ち慕情」（1981年） - 松沢庄之助
  - 第539話「女郎花流転・禁断の白い罠」（1982年） - 淀屋徳兵衛
  - 第590話「尼僧乱れ肌 首なし死体の謎」（1983年） - 立花屋
  - 第609話「恐怖! 妖しく誘う魔性剣」（1983年） - 神田鉄斎
- 刑事くん 第1部 第1話「あの街この街」(1971年、TBS / 東映）
- ターゲットメン 第12話「午后四時に死ね!」（1971年、NET / 東映） - 矢木沢
- キイハンター（TBS / 東映）
  - 第210話「いんちきキイハンター探偵局」（1972年） - 瀬戸
  - 第219話「サイコロGメン 冥土の子連れ作戦」（1972年） - 天竜組組長・結城
  - 第236話「夕陽のガンマン 荒野の大襲撃」（1972年） - 緒方
  - 第256話「喜劇 ギャングの教科書」（1973年）
- おらんだ左近事件帖 第19話「お江戸の恋の物語」（1972年、CX / 東宝） - 松蔵
- さすらいの狼 第24話「九人目の刺客」（1972年、NET / 東映）
- 荒野の用心棒 第17話「死の谷に必殺弾が走って…」（1973年、NET / 三船プロ） - 寺尾喜内
- 必殺シリーズ（ABC / 松竹）
  - 必殺仕置人（1973年）
  - 第12話「女ひとりの地獄旅」 - 佐々木大膳
  - 第26話「お江戸華町未練なし」 - 与力・塩見内膳
  - 助け人走る 第12話「同心大疑惑」（1974年） - 夜走りの参蔵
  - 必殺仕置屋稼業 第18話「一筆啓上不実が見えた」（1975年） - 香具師元締・喜三郎
  - 必殺仕業人 第5話「あんたこの身代りどう思う」（1976年） - 益田屋長次郎
  - 翔べ! 必殺うらごろし 第17話「美人画から抜け出た女は何処へ?」（1979年） - 市蔵
  - 必殺仕事人 第69話「盗り技 乱調お神楽刺し」（1980年） - 善六
  - 必殺橋掛人 第1話「江戸絵図の謎を探ります」（1985年） - 元締・暗闇の多助
- 唖侍 鬼一法眼（NTV / 勝プロ）
  - 第1話「唇から歌を奪われた男」（1973年） - 源八
  - 第15話「消えた賞金稼ぎ」（1974年） - 大蛇
  - 第24話「哀しい女」（1974年） - 金太
- 水滸伝（1973年 - 1974年、NTV / 国際放映） - 雷横
- 非情のライセンス 第1シリーズ 第40話「兇悪の望郷」（1974年、NET / 東映） - 桂（暴力団真中組幹部）
- 荒野の素浪人 第2シリーズ 第4話「無頼の掟」（1974年、NET / 三船プロ）
- おしどり右京捕物車 第17話「破（やぶる）」（1974年、ABC / 松竹） - 黒兵衛
- 白い牙 第19話「殺しを誘う声」（1974年、NTV / 大映テレビ）
- 斬り抜ける 第2話「松平はずし」（1974年、ABC / 松竹） - 儀十
- 座頭市物語（CX / 勝プロ）
  - 第6話「どしゃぶり」（1974年） - 喜助
  - 第19話「故郷に虹を見た」（1975年） - 松吉
- 大岡越前（TBS / C.A.L）
  - 第4部 第18話「似顔絵の女」（1975年2月3日） - 肥前屋小兵衛
  - 第6部 第18話「幽霊屋敷を訪ねた女」（1982年7月5日） - 徳兵衛
  - 第10部 第8話「医者は悪事の隠れみの」（1988年4月18日） - 蝮の源造
  - 第11部 第14話「お奉行様は用心棒」（1990年7月23日） - 佐渡屋五郎蔵
  - 第12部 第4話「毒の匂いのする女」（1991年11月4日） - 儀十
  - 第13部
    - 第4話「掏った財布に葵の御紋」（1992年12月7日） - 黒羽の藤蔵
    - 第24話「伊織を狙う狐面の女」（1993年4月26日） - 牛頭の滝蔵
- 水戸黄門（TBS / C.A.L）
  - 第6部 第2話「哀愁稗搗節 -宮崎-」（1975年4月7日） - 太兵衛
  - 第8部 第19話「人情灘の生一本 -兵庫-」（1977年11月21日） - 喜八
  - 第10部 第18話「八兵衛うっかり若旦那 -大垣-」（1979年12月10日） - 義平
  - 第12部 第12話「八兵衛身代り危機一髪 -徳島-」（1981年11月16日） - 利兵衛
  - 第17部 第23話「黄門様の占い縁結び -姫路-」（1988年2月1日） - 恵比寿屋
  - 第18部（1989年）
    - 第19話「幸せ運んだ子守唄 -島原-」 - 有明屋
    - 第25話「無念晴らす献上絞 -鳴海-」 - 赤馬の久六

  - 第19部
    - 第11話「黄門様の泥棒指南 -盛岡-」（1989年12月4日） - 村田の徳造
    - 第20話「姫が暴いた悪企み -高山-」（1990年2月12日） - 軍蔵

  - 第20部（1991年）
    - 第13話「ドジな男の恩返し -高知-」 - 熊五郎
    - 第30話「刀鍛冶の仇討悲願 -岡山-」 - 伝五郎
    - 第40話「津軽馬鹿塗り情け塗り -弘前-」 - 大五郎

  - 第21部（1992年）
    - 第4話「母恋し娘馬子唄 -米子-」 - 阿修羅の万造
    - 第20話「悲願を秘めた鬼代官 -福知山-」 - 赤松の権太

  - 第22部
    - 第11話「弟思いのあほんだら兄貴 -大坂-」（1993年7月26日） - 伝法の熊五郎
    - 第20話「酔いどれ十手が悪を断つ -小倉-」（1993年9月27日） - 風神の軍兵衛
    - 第25話「夢の中で若旦那 -鳥取-」（1993年11月1日） - 権次
    - 第35話「飛脚競べで悪を討つ -宇都宮-」（1994年1月17日） - 熊笹の留蔵

  - 第23部
    - 第2話「育ての父は鷹匠 -大宮-」（1994年8月8日） - 東金の島蔵
    - 第12話「兄の敵はお殿様 -山中-」（1994年10月24日） - 兜屋の伝五郎
    - 第30話「世直し剣が悪を斬る -今治-」（1995年3月6日） - 荒磯の音造

  - 第24部 第18話「銘酒の里の悪退治 -柳井-」（1996年1月22日） - 銭亀の九郎蔵
- 傷だらけの天使 第24話「渡辺綱に小指の思い出を」（1975年、NTV / 東宝） - 吉沢
- 賞金稼ぎ （1975年、NET / 東映）
  - 第1話「墓場なき兵士たち」 - 水影
  - 第17話「血と砂のブルース」 - 源八
  - 第21話「復讐のワイルドボーイ」 - 根来十兵衛
- 剣と風と子守唄 第18話「母ちゃんの鐘」（1975年、NTV / 三船プロ） - 新田の弥五郎
- 正義のシンボル コンドールマン 第19話「死のモンスター工場」 - 第23話「大暴れ! ドラゴンコンドル」（1975年、NET / 東映） - 屑山 / ゴミゴン
- 新宿警察 第4話「銀行ギャング わが夢」（1975年、CX / 東映） - 花村
- 十手無用 九丁堀事件帖 第7話「盗っ人仁義」（1975年、NTV / 東映） - 半次
- 痛快! 河内山宗俊（CX / 勝プロ）
  - 第5話「親孝行なさけのかけ橋」（1975年） - 岡っ引
  - 第26話「無頼六道銭」（1976年） - 岡っ引
- 燃える捜査網 第8話「首位打者が消えた!?」（1975年、NET / 東映） - 塚田（塚田興業社長）
- 江戸を斬る（TBS / C.A.L）
  - 江戸を斬るII 第6話「濡れ鼠河内山宗春」（1975年） - 伊兵衛
  - 江戸を斬るIV 第26話「お江戸の空は日本晴れ」（1979年） - 宗助
  - 江戸を斬るVI 第16話「白洲に哭いた父ふたり」（1981年） - 忠吉
  - 江戸を斬るVIII（1994年）
    - 第8話「悪たれ婆さんの涙」 - 洲崎の銕蔵
    - 第19話「浮世絵に死の匂い」 - 赤鬼の銀八
- 土曜ドラマ （NHK）
  - 松本清張シリーズ・中央流沙（1975年） - 的場警部
  - 松本清張シリーズ・波の塔（1983年）
- 大非常線 第3話「ダイヤモンドに愛を」（1976年、NET / 東映） - 村井
- 銭形平次（CX / 東映)
  - 第506話「十一年目の父」（1976年） - 民三
  - 第575話「雀に餌をやる女」（1977年）
  - 第642話「こころの叫び」（1978年） - 源五郎
  - 第679話「ふたりの女」（1979年） - 血桜の重兵ヱ
  - 第712話「娘金貸し繁盛記」（1980年）
  - 第757話「見かえり坂慕情」(1981年） - 勘兵ヱ
  - 第771話「父娘ばやし」（1981年） - 仙右ヱ門
  - 第788話「藤娘の謎」(1981年）
  - 第827話「簪は知っていた」（1982年）
- 宇宙鉄人キョーダイン 第22話「ギャーッ!! 消えた教室」（1976年、MBS / 東映） - クラゲモンの声
- アクマイザー3 第23話「なぜだ?! 魔法力がきかない」（1976年、NET / 東映） - オオカミーダの声
- 子連れ狼 第3部 第5話「母なる味」（1976年、NTV / ユニオン映画） - 坪井の伝造
- ベルサイユのトラック姐ちゃん 第8話「拳銃はやわ肌がお好き」（1976年、NET / 東映） - 沖中組長
- 人魚亭異聞 無法街の素浪人 第11話「氷菓子を富士山で」（1976年、NET / 三船プロ） - 藤助
- 隠し目付参上 第23話「狙われた春楽! 三太裏切ったか」（1976年、MBS / 三船プロ） - 三浦屋儀十
- Gメン'75（TBS / 東映）
  - 第50話「湯の町午前0時の殺人」（1976年） - 　ゆすり屋　竹村
  - 第64話「逃亡刑事」（1976年）
  - 第69話「ヒキ逃げ白バイ警官」（1976年） - 鹿村健二
  - 第108話「ヌードモデル殺人事件」（1977年） - 北川修
  - 第115話「午前0時・女のミステリー」（1977年） - 新和興業社長
  - 第128話「六万五千円の警察手帳」（1977年） - 榊原
  - 第153話「魚の戦争」（1978年） - 鯉沼源一
  - 第193話「網走刑務所吹雪の大脱走」（1979年） - 脱獄囚（通称カメ）
  - 第241話「囚人護送」（1980年） - 棚倉製作所所長
  - 第297話「ラッシュアワーに動く指」（1981年）  - 片岡龍治
- Gメン'82（TBS / 近藤プロ）
  - 第6話「サラ金に来た雨合羽の男」（1982年）
  - 第15話「現金輸送車の殺人ドライブ」（1983年）
- 桃太郎侍（NTV / 東映）
  - 第17話「つばめの詩」（1976年） - 下田屋甚九郎
  - 第50話「盗人一家は福の神」（1977年） - 勘藏
  - 第81話「瞼に咲いた白い花」（1978年） - 蔵三
  - 第100話「江戸に灯りの戻る夜」（1978年） - 大黒屋仙蔵
  - 第128話「琉球を食う鬼退治」（1979年） - 廻船問屋・堺屋
  - 第189話「走れ! お江戸の一番纒」（1980年） - 木曽屋
  - 第210話「悲願! 仲人百組目」（1980年） - 黒川
- 前略おふくろ様 第2シリーズ 第17話（1977年、NTV） - 大竹
- 大都会 PARTII（1977年、NTV / 石原プロ）
  - 第15話「炎の土曜日」 - 関口雄三
  - 第39話「グッドバイ1977」 - 下田徹男
- 新・木枯し紋次郎 第3話「四つの峠に日が沈む」（1977年、12ch / C.A.L） - 太田の源蔵
- 達磨大助事件帳（1977年、ANB / 前進座 / 国際放映）
  - 第1話「唄祭り姉妹しぐれ」 - 武蔵屋彦兵衛
  - 第2話「お父う!!」 - 仁蔵
- 俺たちの朝 第46話「ふるさとと家出娘と焼きそこないのパン」（1977年、NTV / 東宝） - 「ホームベーカリー タカラヤ」職人
- 華麗なる刑事 第32話「1000万人の人質」（1977年、CX / 東宝） - 森本
- 暴れん坊将軍（ANB / 東映）
  - 吉宗評判記 暴れん坊将軍
    - 第16話「対決! 花の吉原」（1978年） - 金蔵
    - 第45話「寿限無寿限無のニセ小判」（1978年） - 万五郎
    - 第206話「泣くな太郎吉! 男の子」（1982年） - 伝六

  - 暴れん坊将軍II
    - 第2話「紅蓮の炎に鬼を見た!」（1983年） - 般若の金次
    - 第55話「お駒かなしや島帰り」（1984年） - 佃屋勘造
    - 第78話「少女監禁! 天使たちの反乱」（1984年） - 姉蔵
    - 第98話「あゝ憎まれて五十年!」（1985年） - 相馬屋十兵衛
    - 第117話「戦慄! 湯の里の美少女」（1985年） - 嘉左衛門
    - 第140話「風雲八ヶ岳、男の祭り唄!」（1986年） - 武蔵屋五兵衛
    - 第160話「地獄行き、母が担いだ玉の輿!」（1986年） - 滝乃屋弥兵衛
    - 第174話「十手無用の父娘鳥!」（1986年） - 福丸屋万蔵

  - 暴れん坊将軍III
    - 第12話「絵草紙からくり心中」（1988年） - 太田屋駒造
    - 第44話「母の情けの舞扇」（1988年） - 大島屋金兵衛
    - 第63話「孫兵ヱは浪花のお大尽さま!?」（1989年） - 居酒屋主人・伊之助
    - 第95話「狙われた四人の目撃者!」（1990年） - 平戸屋伝七
    - 第110話「死闘、護持院ヶ原の果し状」（1990年） - 銀右衛門

  - 暴れん坊将軍IV
    - 第5話「女盗賊の恋」（1991年） - 富造
    - 第41話「土くれ愛妻武士道」（1992年） - 武蔵屋利平
    - 第63話「情けに泣いた復讐鬼!」（1992年） - 丁字屋市右衛門

  - 暴れん坊将軍V（1993年）
    - 第4話「尼さんやくざが突っ走る!」 - 巴屋半左衛門
    - 第28話「子連れ芸者の挑戦」 - 新田屋左衛門

  - 暴れん坊将軍VI
    - 第6話「江戸城危うし 吉宗の寝所」（1994年） - 田中屋喜久造
    - 第45話「涙を抱いた花乙女」（1995年） - 成松屋治兵衛
- 西遊記 第2話「長い旅の始まり」（1978年、NTV / 国際放映）
- 大空港 第19話「夕陽の銃撃戦! 幼い恋人が叫ぶ・その人を撃たないで!」（1978年、CX / 松竹） - 鎌谷組長
- 半七捕物帳 第4話「大坂屋花鳥」（1979年、ANB / 歌舞伎座テレビ） - 弥平次
- 江戸の激斗 第17話「みれん花・野盗暁の襲撃」（1979年、CX / 東宝） - 太郎次
- 破れ新九郎 第22話「曲芸女太夫騒動記」（1979年、ANB / 中村プロ） - 寅造
- そば屋梅吉捕物帳 第7話「情無用の帰り船」（1979年、12ch / 国際放映） - 百目鬼玄馬
- 江戸の牙 第8話「対決! 黒い稲妻」（1979年、ANB / 三船プロ） - 作造
- 遠山の金さん 第2シリーズ 第8話「女が渡った泪橋」（1979年、ANB/東映） - 三次
- ザ・スーパーガール (12ch / 東映）
  - 第38話「結婚詐欺 誘惑の甘いメロディー」（1979年）
  - 第42話「一夜妻 想い出の愛に燃えて」（1980年） - 石田総業社長・石田
- 探偵物語 第16話「裏切りの遊戯」（1980年、NTV / 東映ビデオ） - 組長
- 噂の刑事トミーとマツ（TBS / 大映テレビ）
  - 第1シリーズ
    - 第16話「マツがクビ、トミコ頼むぞ」（1980年） - 城西署刑事
    - 第35話「のぞいちゃ駄目よ! トミーとマツ」（1980年） - 城北組組長
    - 第58話「七転八倒! トミマツの昇進試験」（1981年） - 印刷工場長

  - 第2シリーズ（1982年）
    - 第18話「死ぬゥ! 廃車場の人間スクラップ」
    - 第34話「放火魔まて! トミー恐怖の綱わたり」
- 騎馬奉行 第16話「殺人予告! 地獄からの挑戦」（1980年、KTV / 東映） - 奥州無宿・イタチの紋次
- 仮面ライダー (スカイライダー) 第31話「走れXライダー! 筑波洋よ死ぬな!!」、第32話「ありがとう神敬介! とどめは俺にまかせろ!!」（1980年、MBS / 東映） - 鬼島
- ミラクルガール 第15話「赤いスポーツカーの誘拐殺人」（1980年、12ch / 東映） - 金子刑事
- 赤かぶ検事奮戦記 第4話「呪いの紙草履」（1980年、ABC/松竹） - 戸隠徳之助
- ピーマン白書 （1980年、CX / テレビマンユニオン） - 生徒の父親
- 猿飛佐助 第3話「甲賀忍法 火遁の術」（1980年、NTV / 国際放映） - 弥蔵
- 長七郎天下ご免!（ANB/東映）
  - 第23話「花ひらく五重の塔」（1980年）- 源蔵
  - 第43話「死に損ないの夢に咲け!」（1980年）- 千石屋
  - 第59話「明日に旅立つ娘たち」（1981年）- 瀬戸屋治平
  - 第91話「泣いて笑った 火の玉母ちゃん」（1981年）- 松代屋
- 秘密のデカちゃん 第6話「父?がお見合い、ああフケツ!!」（1981年、TBS / 大映テレビ） - 安田
- 斬り捨て御免! 第2シリーズ 第14話「血染めの千両富」（1981年、12ch / 歌舞伎座テレビ） - 尾張の栄造
- 闇を斬れ 第24話「大江戸・浪人皆殺し」（1981年、KTV / 松竹） - 大口屋
- 警視庁殺人課 第24話「仁義なき殺人・望郷の最終列車」（1981年、NTV / 東映） - 石崎
- ロボット8ちゃん 第5話「ケチャップ大作戦」（1981年、CX / 東映） - ロボット管理長官
- 土曜ワイド劇場
  - 死刑執行五分前・息子は犯人じゃない!（1981年、ABC / 東映） - 弁護士
  - 終着駅殺人事件（1981年、ANB / 東映） - 日下刑事
- 時代劇スペシャル「振り袖御免 江戸芙蓉堂医館」（1981年、CX / 東宝） - 六兵衛
- 文吾捕物帳 第20話「嵐に揺れる母子草」（1982年、三船プロ / ANB）
- 源九郎旅日記 葵の暴れん坊（1982年、ANB / 東映）
  - 第8話「いのち白浪 恋の舞い」 - 鳴門屋松五郎
  - 第25話「手毬は知っていた」 - 河内屋
- 鬼平犯科帳 (萬屋錦之介) 第3シリーズ 第6話「隠居金七百両」（1982年、ANB / 東宝、中村プロ） - 奈良山の与市
- 御宿かわせみ 第2シリーズ 第6話「三つ橋渡った」（1982年、NHK） - 玄庵
- 魔拳! カンフーチェン（1983年、YTV / 東宝）- サソリ団首領
  - 第9話「血斗 ! さそり団の首領（ドン）」
  - 第10話「激突 ! 香港の聖天拳」
- ザ・サスペンス / 妻は告白する（1983年、TBS / 近藤プロ）
- 火曜サスペンス劇場（NTV）
  - 「愛しき妻よさらば」（1983年）
  - 「見えない橋」（1984年）
- 時代劇スペシャル / 同心部屋御用帳 江戸の旋風（1984年、CX / 東宝） - 鉄蔵
- 宮本武蔵（1984年、NHK） - 厨子野耕介
- 遠山の金さん ※高橋英樹版　第1シリーズ 第108話「母子悲歌・愛ひとすじの女!」（1984年、ANB/東映）- 玄海屋
- 新・なにわの源蔵事件帳 第14話「三人組の正体」（1984年、NHK）
- 事件記者チャボ! 第20話「チャボの危険がいっぱい…!」（1984年、NTV / ユニオン映画） - 前田
- 太陽にほえろ! 第600話「七曲署事件No.600」（1984年、NTV / 東宝） - 響組組長
- 流れ星佐吉 第12話「女医は大涙に濡れて」（1984年、KTV / 松竹）
- ザ・ハングマンシリーズ（ABC / 松竹芸能）
  - ザ・ハングマン4 第25話「痛快ダブルハンギング!! さようならありがたや節」（1985年） - 望月（神風会会長）
  - ザ・ハングマンV 第7話「凶悪脱走犯が温泉宿に立てこもった!」（1986年） - 飯岡（銀竜会組長）
  - ハングマンGOGO 第4話「Wのチ・ン・ピ・ラっぽいの好き」（1986年） - 針尾（針尾組組長）
- 特命刑事ザ・コップ 第6話「さらわれた女を追え!」（1985年、ABC / テレキャスト）
- 長七郎江戸日記（NTV系 / ユニオン映画）
  - 第1シリーズ
    - 第44話「くの一有情」（1984年）- 備前屋
    - 第73話「大江戸警備隊始末」（1985年）- 佐平次
    - 第98話「辰三郎、女難で候」（1986年）- 山形屋茂平

  - 第2シリーズ 
    - 第42話「まかない屋おりき」（1989年） - 松屋宗助
    - 第59話「辰も男だ!」（1989年）駿河屋仁佐衛門

  - 第3シリーズ 第6話「がめつい女?」（1990年） - 黒田屋六兵衛
- 誇りの報酬 第17話「頭脳プレーでホシを追え」（1986年、NTV / 東宝） - 長谷川刑事
- 夏樹静子サスペンス「質屋の扉」（1986年3月24日、関西テレビ） - 辻太吉
- 三匹が斬る!シリーズ （1ANB / 東映）
  - 三匹が斬る! 第10話「湯の里は 血鳴り剣鳴り 腹も鳴る」（1987年） - 熊造
  - また又・三匹が斬る! 第13話「鬼っ子が母と慕うはいかさま女」（1991年） - 中里の久六
  - 新・三匹が斬る! 第13話　「松島や、義賊に惚れた花一輪」（1992年） - 金五郎
- 名奉行 遠山の金さん（ANB / 東映）
  - 第1シリーズ 第18話「二つの顔の仕事人」（1988年） - 為三
  - 第2シリーズ 第24話「さらば金さん、打ち首獄門!?」（1989年） - 文蔵
  - 第3シリーズ 第13話「寛永寺炎上、危機一髪」（1990年） - 秋田屋
  - 第4シリーズ （1992年）
    - 第8話「素浪人 最後の勝負」 - 鮫州政
    - 第23話「恐怖の稲妻!消えた殺人者」 - 聖天の松五郎

  - 第5シリーズ 第17話「花の吉原 二つの顔をもつ女」（1993年） - 小山田平助
- 火曜サスペンス劇場 / 松本清張スペシャル・家紋（1990年、NTV / 松竹）
- 八百八町夢日記 第1シリーズ 第19話「涙雨、おんな暦」（1990年、NTV / ユニオン映画） - 伊勢屋清兵衛
- あばれ八州御用旅（TX / ユニオン映画）
  - 第1シリーズ 第10話「哀れ! 薄幸の美姉妹 折鶴の謎」（1990年） - 雑賀屋源蔵
  - 第2シリーズ 第24話「ご赦免花の咲く日迄」（1991年） - 徳兵衛
  - 第3シリーズ 第12話「清水次郎長を叩っ斬れ!」（1992年） - 森田屋伝兵衛
- 次郎長三国志（1991年、TX） - 大場の久八
- 将軍家光忍び旅（ANB / 東映）
  - 第1シリーズ 第15話「旅人泣かせの船宿退治」（1991年） - 巴屋仁助
  - 第2シリーズ 第13話「和田峠、赤ん坊と将軍さま」（1993年） - 繁蔵
- お助け同心が行く! 第7話「名刀・辻斬り」（1993年、TX / G・カンパニー） - 喜三郎
- 半七捕物帳 第17話「恋仇! 五十両の賞金首」（1993年、NTV / ユニオン映画） - 十文字屋治兵衛
- 闇を斬る!大江戸犯科帳 第9話「闇奉行に罠をかけろ」（1993年、NTV / ユニオン映画） - 岬屋徳兵衛
- 銭形平次 第4シリーズ 第12話「幽霊からの手紙」（1994年、CX）
- 天までとどけ 5 - 6（1996年 - 1997年、TBS） - 金子先生